# Máy ép sợi Lyman
Máy đùn sợi Lyman là một thiết bị để làm sợi in máy in 3-D phù hợp để sử dụng trong các máy in 3-D như RepRap. Nó được đặt tên theo nhà phát triển Hugh Lyman và là người chiến thắng trong Cuộc thi Desktop Factory
Mục tiêu của cuộc thi Nhà máy để bàn là xây dựng một máy đùn sợi nguồn mở với chi phí ít hơn $ 250 trong các thành phần có thể lấy viên nhựa ABS hoặc PLA, trộn chúng với chất màu, và ép đủ 1.75 mm đường kính ± 0.05 mm có thể được bọc trên cuộn 1 kg. Máy phải sử dụng Attribution-ShareAlike 3.0 Unported(CC BY-SA 3.0).
Việc sử dụng các máy đùn sợi DIY như Lyman có thể làm giảm đáng kể chi phí in với máy in 3-D. Máy đùn sợi Lyman được thiết kế để xử lý bột viên, nhưng cũng có thể được sử dụng để làm dây tóc từ các nguồn nhựa khác như chất thải sau tiêu dùng như các RecycleBots khác. Sản xuất nhựa sợi từ nhựa tái chế có tác động môi trường tích cực đáng kể.